# Carrozzeria Mario Casaro
Die Carrozzeria Mario Casaro (ab 1946: Autocostruzioni Casaro) war ein italienischer Hersteller von Automobilkarosserien, der in der Zwischenkriegszeit zahlreiche Sonderaufbauten für Fahrgestelle von Fiat und Lancia entwarf und fertigte. Nach dem Zweiten Weltkrieg entstanden vor allem Aufbauten für Omnibusse.

## Unternehmensgeschichte

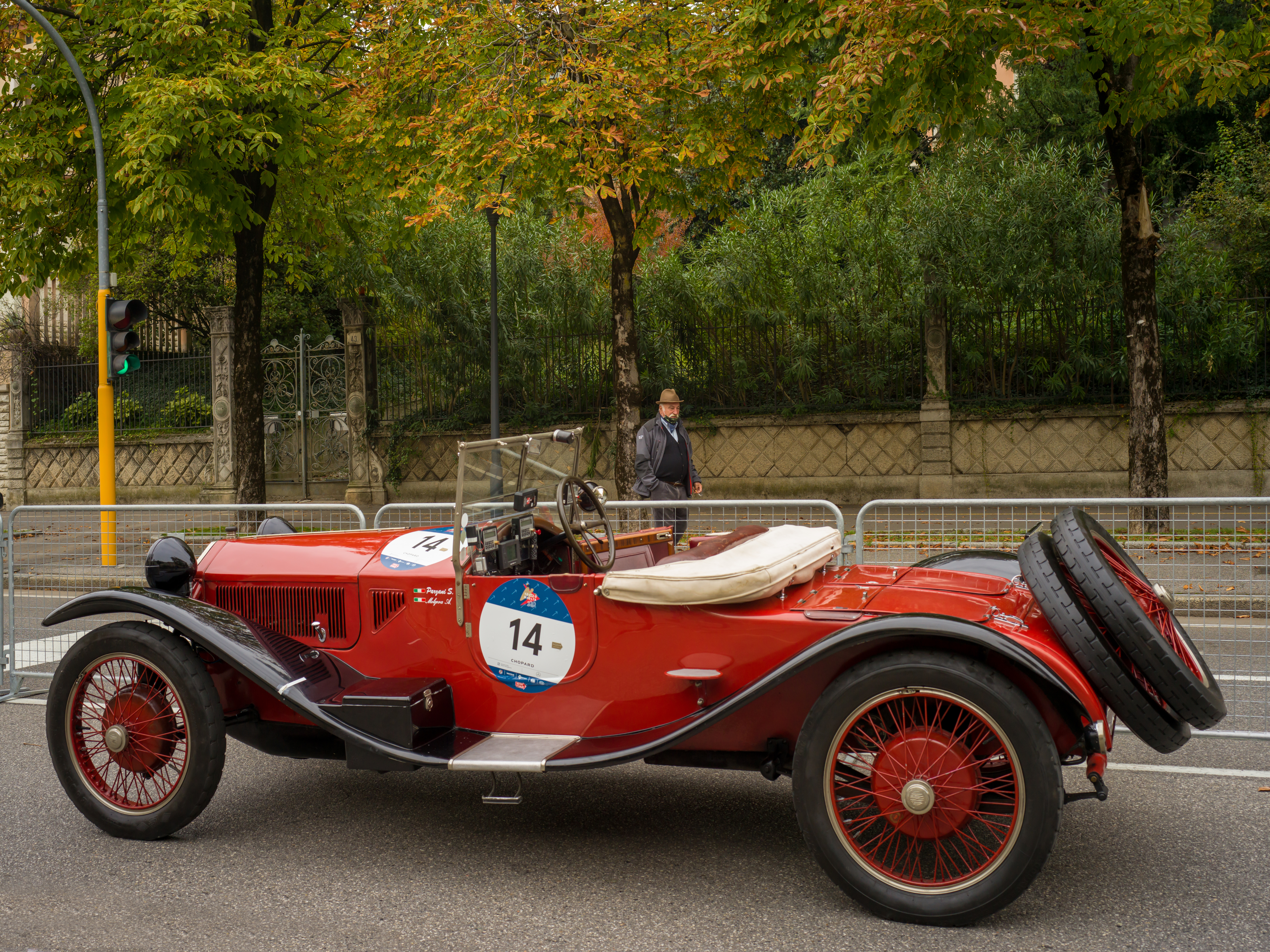
Lancia Lambda Spider mit Casaro-Karosserie (Foto Wolfgang Moroder)

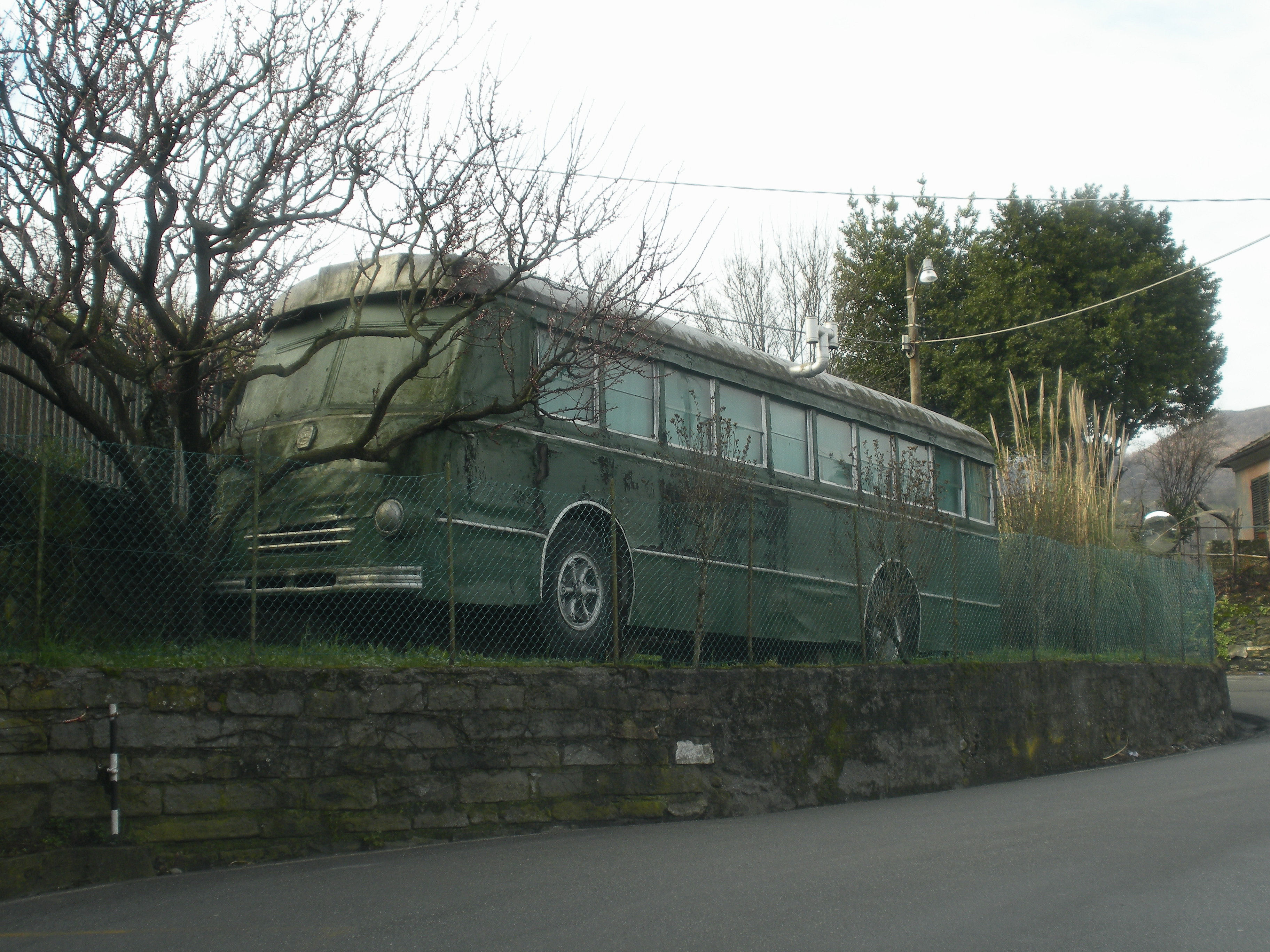
Tubocar-Bus von Casaro

Namensgeber und einer der Gründer des Unternehmens war Mario Casaro, der seit der unmittelbaren Nachkriegszeit im Karosseriebau tätig war. 1920 hatte er zusammen mit Vittorio Nosenzo und Antonio Baravalle die Turiner Carrozzeria Zaghetti übernommen und unter der Firma Nosenzo e Casaro fortgeführt. Nach nur einem Jahr wurde dieses Unternehmen aufgelöst. Sowohl Nosenzo als auch Casaro bauten in der Folgezeit eigene Betriebe auf. 
Casaro gründete 1921 mit Alberto Prinoli in Turin die Carrozzeria Mario Casaro. 1924 schied Prinoli aus und Casaro wurde alleiniger Inhaber des Unternehmens. Nach schwierigen Anfängen erwarb sich Casaro ab 1926 einen guten Ruf mit leichten und geräuschreduzierenden Aufbauten, die nach französischem Kelsch-Patent hergestellt wurden. Die vom französischen Karosseriebauunternehmen Kelsch entwickelte Konstruktionsmethode, die Casaro in Lizenz übernahm, war eine Alternative zu den seinerzeit beliebten Weymann-Karosserien. Casaro wurde bald zum italienischen Marktführer für Kelsch-Karosserien. Bekannt wurden insbesondere einige Aufbauten für den Lancia Lambda. Die Einnahmen deckten allerdings die Kosten nicht, sodass Casaro 1929 ungeachtet seiner Reputation Insolvenz anmelden musste. Nach einer Restrukturierung setzte Casaso den Karosseriebau zunächst nach bisherigem Konzept fort.
Im Zuge der Weltwirtschaftskrise kam das Unternehmen 1931 erneut in Schwierigkeiten. Um Verbindlichkeiten zu bedienen, verkaufte Casaro zunächst die Kelsch-Lizenz an die Mailänder Carrozzeria Boneschi und wenig später die Werkstatt an Battista „Pinin“ Farina, der darin seine neu gegründete Carrozzeria Pininfarina einrichtete. Die Reste des Betriebs erwarb der Kaufmann Ignazio Capello, der das Unternehmen zunächst unter der Bezeichnung Carrozzeria S.A. Rotabili führte, bevor er nach kurzer Zeit den alten Firmennamen Carrozzeria Casaro wieder aufleben ließ. In den 1930er-Jahren entstanden bei Casaro noch einige aerodynamische Aufbauten für Fiat- und Lancia-Chassis; das Unternehmen wandte sich aber zunehmend der Herstellung von Nutzfahrzeugaufbauten zu. Während des Zweiten Weltkriegs stellte Casaro in provisorisch nach Carmagnola verlegten Werkstätten Militärfahrzeuge her. 
Nach Kriegsende firmierte das Unternehmen als Autocostruzioni Casaro. In dieser Zeit entstanden keine PKW-Aufbauten mehr. Casaro konzentrierte sich stattdessen auf Autobuskarosserien. Der bekannteste Aufbau war der rundlich gestaltete Tubocar, der gleichermaßen für den Alfa Romeo 902A, den Lancia Esatau und für entsprechende Fiat-Fahrgestelle erhältlich war.
1958 wurde Casaro vom Konkurrenten Viberti übernommen. Casaro firmierte daraufhin als SEAC (Società Esercizio Autocostruzioni Casaro). In der Viberti-Ära wurden unter den Namen SEAC und Casaro auch Straßenbahnwaggons vermarktet.